# Інтер (Сібіу)
Футбольний клуб «Інтер» Сібіу (рум. Fotbal Club Inter Sibiu) — колишній румунський футбольний клуб із Сібіу, що існував у 1982—2000 роках. Домашні матчі приймав на Муніципальному стадіоні, місткістю 14 200 глядачів.
Клуб був розформований у 2000 році, а потім відновлений у 2020 році Теодором Бірцом, колишнім офіційним представником клубу ФК «Германштадт» у тому ж місті, і був зарахований до IV ліги 2021 року округу Сібіу. Колори команди синій та блакитний.

## Досягнення
- Ліга II
  - Чемпіон: 1987–88
- Ліга III
  - Чемпіон:  1985–86
- Балканський кубок
  - Чемпіон: 1990-91.